# Loxoneptera
Loxoneptera là một chi bướm đêm thuộc họ Crambidae.